# Fabrizio González
Fabrizio Javier González Cataldi (* in Montevideo) ist ein professioneller uruguayischer Pokerspieler. Er führte für 21 Wochen die Onlinepoker-Weltrangliste an.

## Pokerkarriere

### Online
González spielt online u. a. unter den Nicknames sixthsense19 (PokerStars), DrMikee (partypoker), gotunagi19 (bwin), DrMiKee (888poker), sixthsense119 (Full Tilt Poker) und lakofi (BlackChip). Seine Online-Turniergewinne liegen bei mehr als 7,5 Millionen US-Dollar, wobei der Großteil von knapp 4 Millionen US-Dollar auf PokerStars erspielt wurde. Sein bisher höchstes Online-Preisgeld gewann González Ende September 2016 bei der World Championship of Online Poker, bei der er beim High-Roller-Event der Variante Pot Limit Omaha hinter Ludovic Geilich den zweiten Platz für mehr als 350.000 US-Dollar belegte. Vom 5. Oktober 2016 bis 17. Januar 2017 stand González erstmals für 15 Wochen in Serie auf Platz eins des PokerStake-Rankings, das die erfolgreichsten Onlinepoker-Turnierspieler weltweit listet. Insgesamt hatte er die Position für 21 Wochen inne, zuletzt im März 2017.

### Live
Seine erste Geldplatzierung bei einem Live-Turnier erzielte González im November 2009 bei der Latin American Poker Tour in der Provinz Guanacaste. Im Juli 2010 war er erstmals bei der World Series of Poker (WSOP) im Rio All-Suite Hotel and Casino am Las Vegas Strip erfolgreich und kam bei zwei Turnieren in die Geldränge, u. a. belegte er den 678. Platz im Main Event. Mitte November 2011 wurde er beim Main Event der Conrad Poker Tour in Punta del Este Dritter für ein Preisgeld von 148.000 US-Dollar. Bei der WSOP 2012 erreichte González beim Main Event den sechsten Turniertag, an dem er auf dem 45. Platz für knapp 200.000 US-Dollar ausschied. Mitte August 2015 gewann er ein Turnier der Seminole Hard Rock Poker Open in Hollywood mit einer Siegprämie von 236.400 US-Dollar. Anfang Dezember 2016 siegte González auch beim Main Event des WSOP-Circuitturniers in Punta del Este für rund 125.000 US-Dollar. Ende Februar 2018 gewann er an gleicher Stelle das Super High Roller der partypoker Latin American Poker Championship mit einem Hauptpreis von 79.000 US-Dollar. Anfang Oktober 2018 wurde González beim High Roller der partypoker Millions Dusk Till Dawn in Nottingham Zweiter hinter Steve O’Dwyer und erhielt sein bisher höchstes Preisgeld von umgerechnet knapp 380.000 US-Dollar. Mitte November 2019 belegte González beim High Roller der partypoker Millions World Bahamas ebenfalls den zweiten Platz und sicherte sich 180.000 US-Dollar.
Insgesamt hat sich González mit Poker bei Live-Turnieren knapp 2,5 Millionen US-Dollar erspielt und ist damit der erfolgreichste uruguayische Pokerspieler.